# ルーカス・ホジョ
- ルーカス・ロホ

ルーカス・ホジョ（Lucas Rojo、1994年4月5日 - ）は、ブラジル・サンパウロ州サン・ロケ出身のプロ野球選手（内野手）、野球指導者。

## 経歴

### プロ入り前
サンパウロ州のイビウーナで育つ。8歳の頃、日系ブラジル人がプレーする試合を祖父に連れられて観戦し、野球に興味を持った。町内のクラブチームから、ヤクルト野球アカデミーに進んだ。

### プロ入りとフィリーズ傘下時代
2012年6月にフィラデルフィア・フィリーズとマイナー契約を結び、傘下ルーキー級のベネズエラン・サマーリーグに派遣された。またこの年の9月に行われた第3回WBC予選および、2013年3月に行われた本大会にブラジル代表として出場している。 
ベネズエラで3年目となる2014年10月に自由契約となり、そこでフィリーズとの関係は終了した。3年間のマイナー通算成績は、128試合出場、打率.275、8本塁打、52打点。

### フィリーズ退団後
2015年、フランスのプロ野球リーグであるディヴィジオン・アンのスタッド・トゥールーザンに、フェリペ・ブリン、ファニョニ・アランとともに入団して1年間プレーした。

### BCL・栃木時代
2018年にベースボール・チャレンジ・リーグの栃木ゴールデンブレーブスに入団した。背景には、本拠を置く小山市に日系ブラジル人が多く居住していることや、同市にある白鷗大学がブラジル野球連盟と交流を持ってきたことが挙げられている。
2019年には一塁手部門でベストナインに選出された。
2020年は打率.352、51打点を記録し、東地区の首位打者、打点王の二冠に輝いた。10月28日、栃木ゴールデンブレーブスを退団することが発表された。

### KAL・北九州時代
2022年4月7日、九州アジアリーグの福岡北九州フェニックスに、選手兼任野手コーチとして入団することが発表された。背番号は15。この年は63試合に出場し、打率.296（リーグ9位）、7本塁打（同4位）、42打点（同7位）という成績を残した。また、9月から10月にかけて開催された第5回WBC予選のブラジル代表メンバーに選出された。
2023年2月4日に北九州を退団（自由契約）となったことが発表された。

## 詳細情報

### 年度別打撃成績
| 年 度    | 球 団    | 試 合 | 打 数 | 得 点 | 安 打 | 二 塁 打 | 三 塁 打 | 本 塁 打 | 塁 打 | 打 点 | 三 振 | 四 球 | 死 球 | 犠 打 | 犠 飛 | 盗 塁 | 失 策 | 併 殺 打 | 打 率 | 出 塁 率 | 長 打 率 | O P S |
| -------- | -------- | ----- | ----- | ----- | ----- | -------- | -------- | -------- | ----- | ----- | ----- | ----- | ----- | ----- | ----- | ----- | ----- | -------- | ----- | -------- | -------- | ----- |
| 2018     | 栃木     | 58    | 195   | 28    | 62    | 13       | 1        | 4        | 89    | 34    | 21    | 23    | 2     | 0     | 2     | 1     | 6     | 8        | .318  | .392     | .456     | .848  |
| 2019     | 栃木     | 69    | 257   | 52    | 94    | 23       | 0        | 10       | 147   | 55    | 37    | 36    | 2     | 0     | 2     | 4     | 8     | 6        | .366  | .444     | .572     | 1.016 |
| 2020     | 栃木     | 58    | 179   | 34    | 63    | 14       | 1        | 7        | 99    | 51    | 23    | 18    | 6     | 0     | 4     | 1     | 3     | 7        | .352  | .420     | .553     | .973  |
| 2022     | 北九州   | 63    | 216   | 33    | 64    | 8        | 1        | 7        | 95    | 42    | 28    | 25    | 12    | 0     | 4     | 2     | 3     | 9        | .296  | .393     | .440     | .833  |
| BCL：3年 | BCL：3年 | 185   | 631   | 114   | 219   | 50       | 2        | 21       | 335   | 140   | 76    | 77    | 10    | 0     | 8     | 6     | 17    | 21       | .347  | .422     | .533     | .954  |
| KAL：1年 | KAL：1年 | 63    | 216   | 33    | 64    | 8        | 1        | 7        | 95    | 42    | 28    | 25    | 12    | 0     | 4     | 2     | 3     | 9        | .296  | .393     | .440     | .833  |

- 2022年度シーズン終了時

### 背番号
- 7 （2018年 - 2020）
- 15 (2022年）

### 代表歴
- 2013 ワールド・ベースボール・クラシック・ブラジル代表
- 2017 ワールド・ベースボール・クラシック・ブラジル代表
- 2023 ワールド・ベースボール・クラシック・ブラジル代表